# Aubrey Gordon
Aubrey Gordon, né en 14 novembre 1957 et mort le 3 février 2025 à Reading, est un coureur cycliste du Guyana. Il représente le Guyana aux Jeux olympiques d'été de 1980, 1984 et 1988.

## Biographie
Aubrey Gordon participe aux Jeux olympiques d'été de 1980,,.
Il participe aux Jeux olympiques d'été de 1984,,,puis à ceux de 1988,,.
Il est le porte-drapeau du Guyana aux Jeux olympiques d'été de 1992.
Il quitte le Guyana en 2008 pour s’établir aux États-Unis.
Il décède le 3 février 2025 à Reading. Il est inhumé le 15 février 2025 au Pinelawn Memorial Park and Arboretum.